# Tissi
Tissi település Olaszországban, Szardínia régióban, Sassari megyében. Lakosainak száma 2333 fő (2023. január 1.). Tissi Ossi, Sassari, Usini és Uri községekkel határos.

## Népesség
A település lakossága az elmúlt években az alábbi módon változott:
| Lakosok száma | 2400 | 2393 | 2333 |
|               | 2017 | 2018 | 2023 |